# Ola Andersson (politiker)
Ola Andersson i Nordanå, senare Burlöv och Malmö,  född 2 november 1837 i Nordanå, Görslövs församling, Malmöhus län, död 11 juli 1919 i Malmö, var en svensk riksdagsman.

## Biografi
Andersson erhöll sin första undervisning dels i hemmet, dels i folkskolan och läste, när han fyllt 16 år, en termin vid Lunds realskola. Som äldste hemmavarande son fick han vid faderns död 1857 ta hand om skötseln av dennes efterlämnade hemman, vilket han 1859 inköpte av sina medarvingar. Redan tidigt gjorde Andersson sig känd som en framstående kommunalman, och 1871–1883 var han ledamot av Malmöhus läns landsting. Åren 1876–1901 var han ledamot i Malmöhus läns hushållningssällskaps förvaltnings- och beredningsutskott samt 1892–1894 sällskapets vice ordförande. Han var starkt intresserad av en förbättrad folkundervisning, och främjade slöjdundervisningen inom ortens folkskolor samt varit ordförande i styrelsen för folkhögskolan Hvilan för manliga elever (från dess stiftelse 1868 till 1919), sedermera även i styrelsen för den kvinnliga folkhögskolan och för lantmannaskolan där (till år 1902).
Anderssons arbetsförmåga och intresse för offentliga angelägenheter togs tidigt i anspråk för det politiska livet. Vid andrakammarvalen 1870 valdes han till riksdagsman i andra kammaren för Torna och Bara härads domsaga, och gjorde 1871 sitt inträde inom riksdagen, där han kvarstannade t.o.m. 1884, då han, som 1883 mantalsskrivit sig i Malmö (ett par år hade han varit skriven på sin fastighet i Burlöv), lämnade sin politiska verksamhet. Han gjorde sig snart känd som en av lantmannapartiets mest betydande förmågor; han var en framstående debattör och i besittning av omfattande insikter i snart sagt alla förekommande frågor. Hans utskottsbefordringar gick också därför med ovanlig snabbhet. Under sin första riksdag ledamot i ett tillfälligt utskott för undervisningsfrågor, blev han 1872 suppleant i konstitutionsutskottet och 1873 ledamot i bevillningsutskottet samt var 1874–1877 ledamot i konstitutions- och 1878–1884 i statsutskottet 1884 var han jämväl ledamot i talmanskonferensen. Han hade även plats i särskilda utskott för behandling av försvars- och skattefrågor åren 1878 och 1883. Av regeringen insattes Andersson i flera kommittéer, såsom i kommittén för ordnande av dövstumundervisningen, för omorganisation av Ultuna lantbruksinstitut, i 1879 års stora skatteregleringskommitté och 1880 års lantförsvarskommitté.
Andersson var ledamot av kyrkomötet 1888. Alltsedan 1873 var han till sommaren 1903 ledamot och senare vice ordförande samt de sista åren ordförande i styrelsen för Riksbankens avdelningskontor i Malmö, 1883–1909 ledamot i styrelsen för brand- och livförsäkringsaktiebolaget "Skåne" och sedan 1888–1914 ordförande i styrelsen för Oxie härads sparbank. Efter sin bosättning i Malmö 1883 var han ledamot av stadsfullmäktige 1884–1906, dess vice ordförande 1905 och ordförande 1905–1906 samt under 1886–1888 vice ordförande i drätselkammaren.
Andersson utgav Historik om rustnings- och roteringsbesvären (n:r 40 bland skatteregleringskommitténs promemorior, 1882) och den politiska broschyren Hvarför? (1883).